# La Guiche
La Guiche é uma comuna francesa na região administrativa de Borgonha-Franco-Condado, no departamento de Saône-et-Loire. Estende-se por uma área de 27,77 km². Em 2010 a comuna tinha 635 habitantes (densidade: 22,9 hab./km²).